# Тургызба (Косчагилский сельский округ)
Тургызба (каз. Тұрғызба) — упразднённое село в Жылыойском районе Атырауской области Казахстана. Входило в состав Косчагилского сельского округа. Код КАТО — 233643400. Упразднено в 2013 году.

## Население
В 1999 году население села составляло 198 человек (109 мужчин и 89 женщин). По данным переписи 2009 года в селе проживало 126 человек (71 мужчина и 55 женщин).